# Manoir de Kervaudu
Le manoir de Kervaudu est une gentilhommière située sur la commune française du Croisic, dans le département de la Loire-Atlantique. Il est le premier manoir breton classé au titre des monuments historiques, en 1921.

## Localisation
Le manoir de Kervaudu (en breton, « domaine de l'homme noir ») est situé sur la partie occidentale du territoire communal, au beau milieu des terres, à environ 300 mètres des premières habitations du bourg du Croisic.

## Historique
Le manoir rural de Kervaudu est construit à la fin du XVe siècle. Au XVIe siècle, il est la propriété d'Aubin Le Roy, un des premiers protestants du Croisic (à Guérande, le château de Careil appartient également à une famille protestante). La demeure passe ensuite à la famille Gentilhomme dont un des membres, René, sieur de Lespine et de Kervaudu, se fait connaître pour avoir prédit à deux reprises la naissance du dauphin, le futur Louis XIV. Il devient historiographe de Gaston d'Orléans, frère de Louis XIII, et poète royal. Disgracié et exilé en Hollande, il meurt à Sucé-sur-Erdre en 1670 sans avoir abjuré sa foi protestante.
Le manoir est racheté par des notables locaux. Il est vendu comme bien national pendant la Révolution française avant d'être transformé en ferme au XIXe siècle. Il devient la résidence de Ferdinand du Puigaudeau, peintre postimpressionniste, en 1907 jusqu'à sa mort en 1930. Rattaché à l'école de Pont-Aven, l'artiste peint son manoir sous de multiples angles. Sa fille, l'ethnologue Odette du Puigaudeau, y passe son enfance.

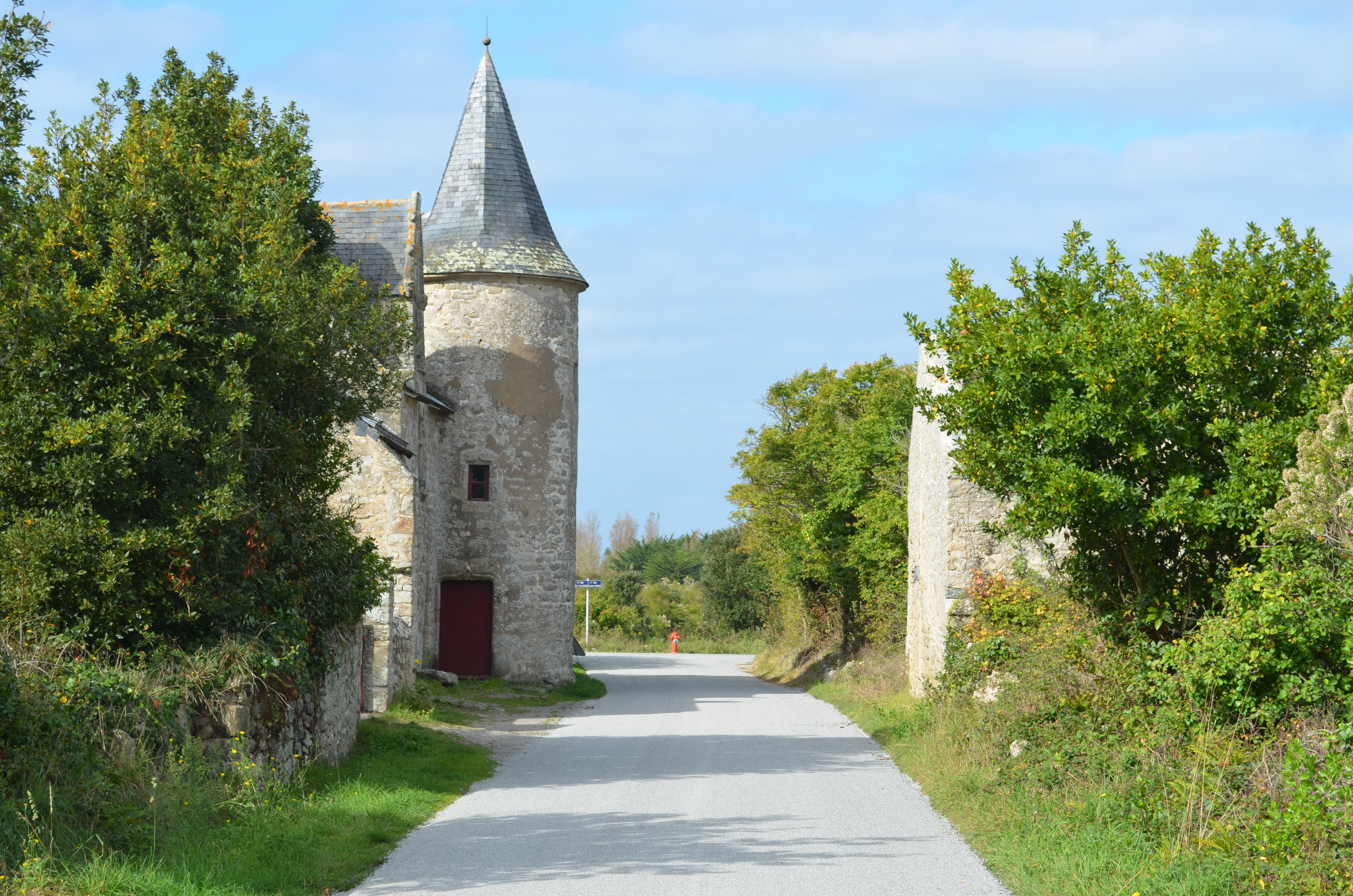
Tour du manoir de Kervaudu.
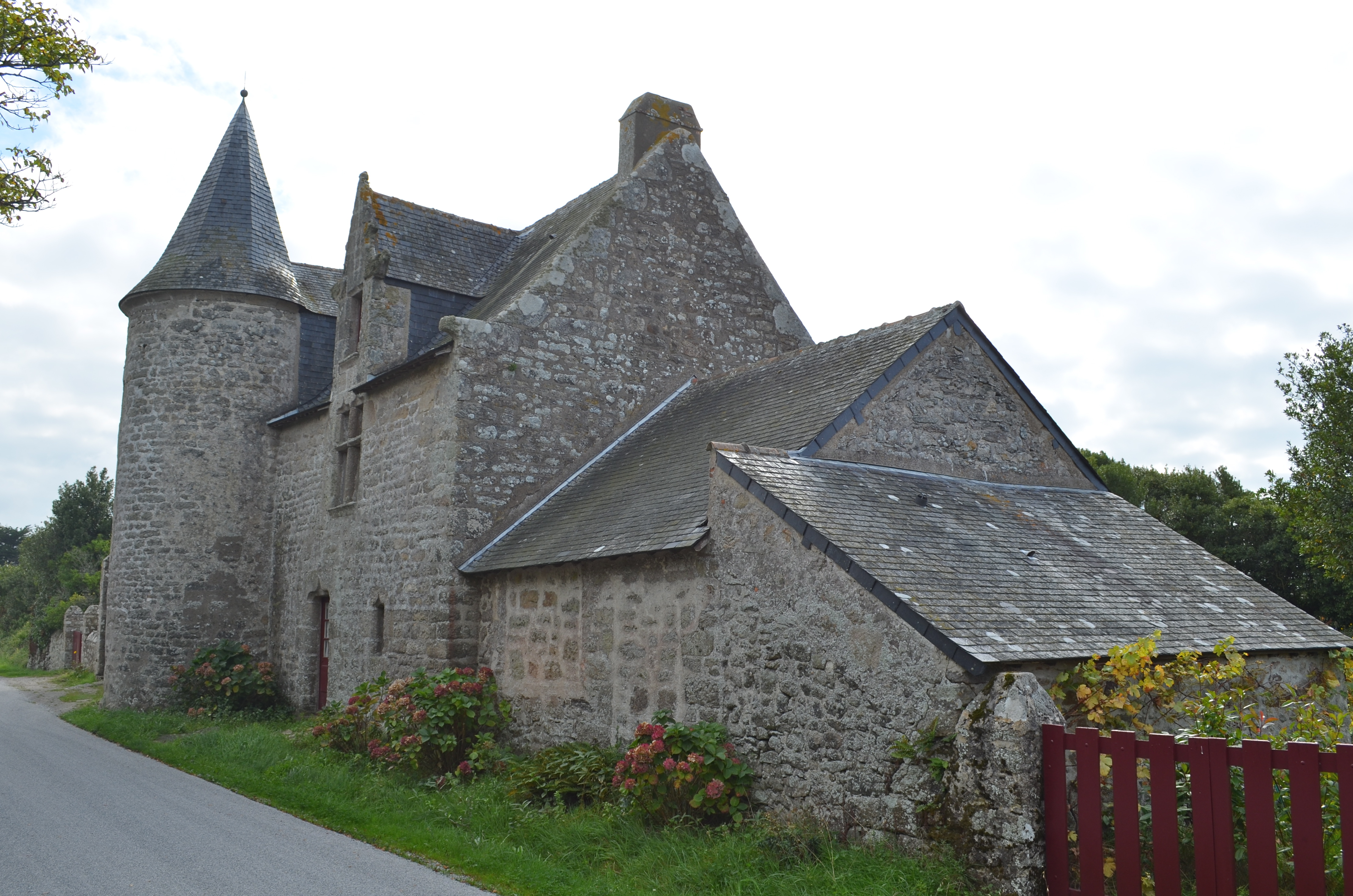
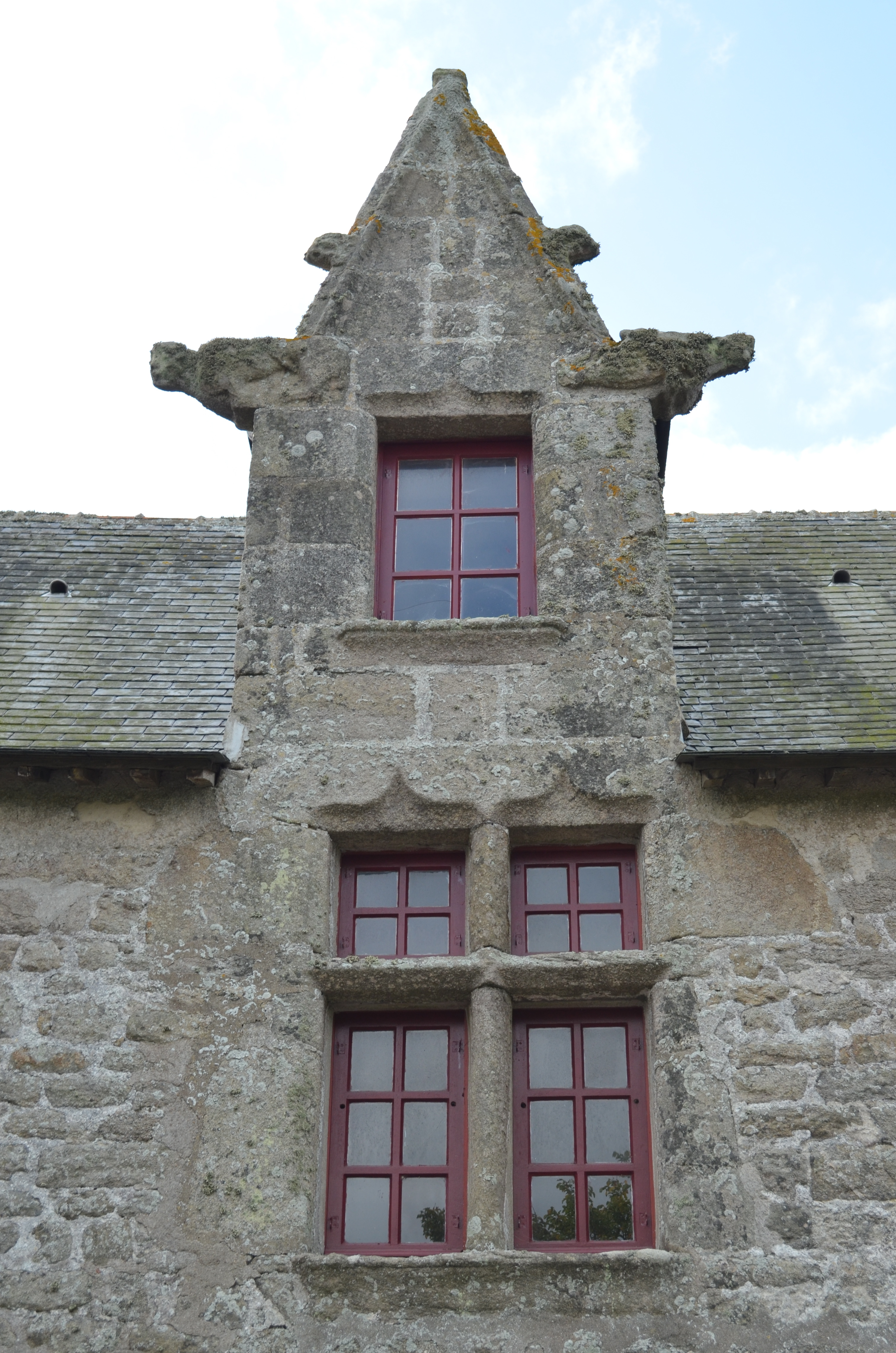
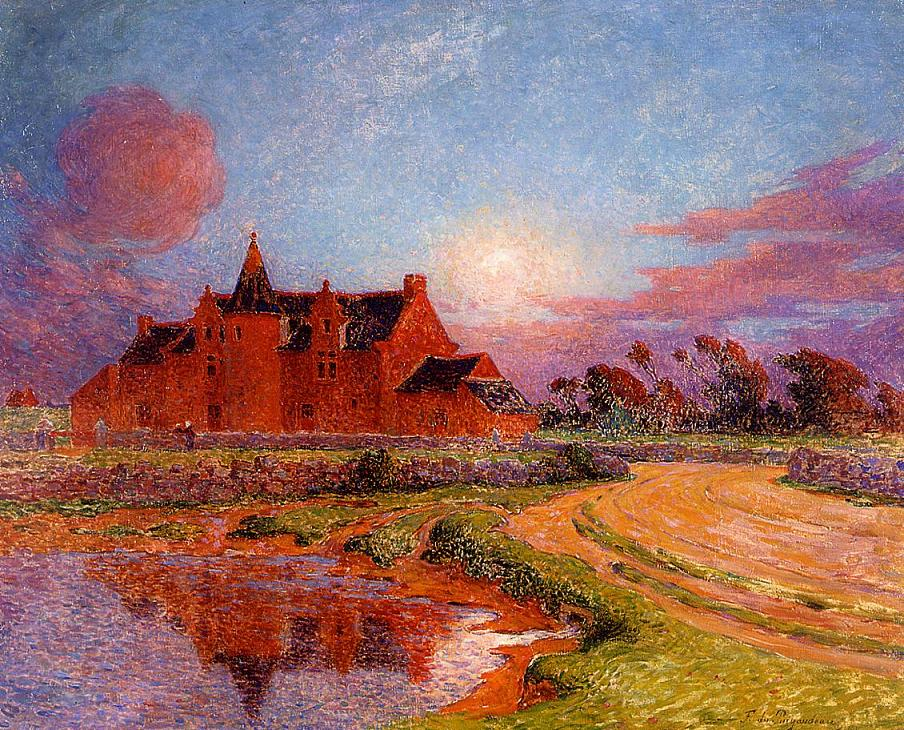
Le manoir peint par Ferdinand du Puigaudeau.